# Nihon e Yōkoso Erufu-san
Nihon e Yōkoso Erufu-san (jap. 日本へようこそエルフさん。) ist ein japanischer Online-Roman von Makishima Suzuki, der in Japan seit 2017 erscheint. Die Isekai-Reihe über eine Elfe, die in Japan wiedergeboren wird, wurde als Manga und Light Novel umgesetzt und 2025 kam eine Adaption als Anime-Fernsehserie heraus. Der Manga erschien auf Deutsch als Welcome to Japan, Ms. Elf!.

## Inhalt
Das einzige Hobby von Kazuhiro Kitase ist Schlafen, denn seit seiner Kindheit reist er in seinen Träumen in eine fantastische Welt, in der er Abenteuer erlebt. Er kann sogar Nahrungsmittel aus seiner Welt in diese Träume mitnehmen. Meist erlebt er die Abenteuer mit der Elfe Marie, mit der er sich angefreundet hat. Als sie eines Tages bei einem Abenteuer von einem Drachen getötet werden, findet Kazuhiro beim Aufwachen die Elfe neben sich. Marie ist von der so anderen Welt begeistert, sie hält den einfachen Angestellten Kazuhiro sogar für einen reichen Mann, weil er in einem so hohen Haus wohnt. Der besorgt der nackt in seine Welt gereisten Elfe erstmal Kleidung. Nach und nach entdeckt Marie zusammen mit Kazuhiro das moderne Japan.

## Veröffentlichungen
Die von Makishima Suzuki geschriebene Romanreihe erscheint seit Februar 2017 im Selbstverlag auf der Plattform Shōsetsuka ni Narō. Im August 2018 startete eine Umsetzung als Light Novel mit Illustrationen von Yappen beim Verlag Hobby Japan. Diese umfasst bisher zehn Bände. Beim gleichen Verlag startete im Dezember 2018 im Magazin Comic Fire eine Adaption als Manga. Diese wurde umgesetzt von Shimo Aono und umfasst in der Sammelausgabe bisher elf Bände. Sowohl die Light Novel als auch der Manga erscheinen auf Englisch bei J-Novel Club. Eine deutsche Fassung des Mangas wird seit Juni 2025 vom Verlag Yomeru herausgegeben. Die Übersetzung stammt von Christina Rinnerthaler.

## Animeserie
Eine Umsetzung der Geschichte als Anime entstand bei Studio Zero-G unter der Regie von Tōru Kitahata. Die Drehbücher schrieb Aya Yoshinaga. Das Charakterdesign wurde von Madoka Hirayama adaptiert und die künstlerische Leitung lag bei Hirofumi Sakagami und Yumi Okayama. Die Animationsarbeiten leitete Madoka Hirayama, für die Kameraführung war Tomomi Saitō verantwortlich und Tonregie führte Hiroto Morishita.
Der Anime wurde im Dezember 2023 erstmals angekündigt. Die zwölf Folgen mit je 23 Minuten Laufzeit wurden vom 10. Januar bis 28. März 2025 von den Sendern MBS, TBS, CBC, BS11 und AT-X in Japan ausgestrahlt. Parallel dazu wurde die Serie von der Plattform Crunchyroll international per Streaming veröffentlicht, unter anderem mit deutschen und englischen Untertiteln.

### Synchronisation
| Rolle           | japanische Stimme (Seiyū) |
| --------------- | ------------------------- |
| Kazuhiro Kitase | Yūsuke Kobayashi          |
| Marie           | Kaede Hondo               |
| Mewi            | Rico Sasaki               |
| Wridra          | Yumi Uchiyama             |

### Musik
Die Musik der Serie wurde komponiert von Kanako Hara. Das Vorspannlied ist Palette Days von Rico Sasaki und der Abspann ist unterlegt mit Yummy Yummy von Kaede Higuchi und Kanae.